# Красивые истории из Шекспира
«Красивые истории из Шекспира» — сборник, составленный английской писательницей Эдит Несбит для юных читателей. Сборник является лёгким пересказом пьес Уильяма Шекспира, понятный для детей. В книгу включена краткая биография Шекспира, руководство по произношению некоторых наиболее сложных имен и список известных цитат, упорядоченных по темам. Некоторые издания называются «Красивые истории из Шекспира для детей». Впервые сборник вышел в свет в 1907 году.
Книга представляет собой расширенную версию более ранней книги Несбит «Детский Шекспир» 1897 года, сборника из двенадцати сказок, также основанных на пьесах Уильяма Шекспира .

## Содержание сборника
Сборник включает в себя следующие пьесы:
- Сон в летнюю ночь
- Буря
- Как вам это нравится
- Зимняя сказка
- Король Лир
- Двенадцатая ночь
- Много шума из ничего
- Ромео и Джульетта
- Перикл
- Гамлет
- Макбет
- Комедия ошибок
- Венецианский купец
- Тимон Афинский
- Отелло
- Укрощение строптивой
- Мера за меру
- Два джентльмена из Вероны
- Все хорошо, что хорошо кончается
- Цимбелин

## Критика
Изданная в 1907 году, книга в последующие годы неоднократно переиздавалась. Сборник Несбит представляет собой переработанную версию пьес, переписанную с учетом того, что Несбит считала детским складом ума и навыками интерпретации. Пьесы иногда предваряются началом «Жили-были...».
Иона Опи в предисловии к изданию 1997 года похвалила работу Несбит, написав в рецензии, что Несбит «реабилитировала пьесы как чистое развлечение. Писательница рассказывает истории ясно и с удовольствием... придавая каждой пьесе колорит за счет умелого использования коротких цитат.
Эрика Хейтли описала стиль Несбит следующим образом: «она часто сохраняет обрывки шекспировского языка, но приукрашивает его значение (или даже интерпретацию) и быстро резюмирует целые сцены в коротких абзацах» .